# Notopleura corymbosa
Notopleura corymbosa är en måreväxtart som beskrevs av Charlotte M. Taylor. Notopleura corymbosa ingår i släktet Notopleura och familjen måreväxter. Inga underarter finns listade i Catalogue of Life.